# کشتی کلاس ریبوک
شیپ کلاس ریبوک (به انگلیسی: Roebuck-class ship) یک کلاس از کشتی است که طول آن ۱۴۰ فوت (۴۳ متر) می‌باشد.